# Svenska sångfavoriter: Karl Gerhard
Svenska sångfavoriter: Karl Gerhard är ett musikalbum som EMI gav ut i serien Svenska sångfavoriter. Albumet innehåller en samling sånger och kupletter av och med Karl Gerhard.
Sånger som finns på utgåvan från 1995 är:
1. Den ökända hästen från Troja (Lille Bror Söderlundh/Isaak Dunajevskij/Karl Gerhard)
2. Jazzgossen (Edvard Brink/Karl Gerhard)
3. Nu ska vi vara snälla (Jules Sylvain/Karl Gerhard)
4. God afton vackra mask (Jules Sylvain/Karl Gerhard)
5. Tack ska du ha (Jules Sylvain/Karl Gerhard)
6. Vart tar alla vackra flickor vägen (Kai Gullmar/Karl Gerhard)
7. Gullregn över stan (Kai Normann-Andersen/Karl Gerhard)
8. I de ökända kvarteren i det ruskiga Marseille (Jules Sylvain/Karl Gerhard)
9. Jag är ett bedårande barn av min tid (Jules Sylvain/Karl Gerhard)
10. Dom säger på stan (Jules Sylvain/Karl Gerhard)
11. Det jämnar alltid ut sig någonstans (Jimmy Kennedy/Karl Gerhard)
12. Kan du tänka dig honom utan hår (Kocko Lagerkrans/Karl Gerhard)
13. Vem vet hur länge vi har varann (Jules Sylvain/Karl Gerhard)
14. Den siste mohikanen (Paul Misraki/Karl Gerhard)
15. Förgyll vad du kan förgylla (Charlie Möller/Karl Gerhard)
16. Desto vackrare blir jag (Jules Sylvain/Karl Gerhard)
17. Handarbetsvisan (Jules Sylvain/Karl Gerhard)
18. Om jag finge som jag ville (Kocko Lagerkrans/Karl Gerhard)
19. Alla de gamla fina märkena (Kai Stighammar/Karl Gerhard)
20. Så var det med det lilla helgonet (Gaston René Wahlberg/Karl Gerhard)
21. En katt bland hermelinerna (Bob Merrill/Karl Gerhard)
22. En doft ifrån den fina världen (Jules Sylvain/Karl Gerhard)
23. Den ökända hästen från Troja (Lille Bror Söderlundh/Kai Stighammar/Karl Gerhard)

När albumet återutgavs 2005 var spår 23 utbytt mot två andra sånger: Gungorna och karusellen (Herbert Steen/Karl Gerhard), och Hurra vad jag är bra (Jules Sylvain/Karl Gerhard). Albumet gavs ursprungligen ut på LP 1961, då med 12 spår (här spår nr 3–14).